# Ringenäs skjutfält
Ringenäs skjutfält, är ett militärt skjutfält norr om Halmstad i Halland, beläget vid kusten strax söder om Villshärad. Skjutfältet används bland annat av Luftvärnsregementet (Lv 6) i Halmstad.

## Händelser
- 30 januari 2003: En officer skadades i handen vid en sprängolycka i samband med övningar på Ringenäs skjutfält i Halmstad. Officeren som tillhörde Lv 6, var vid medvetande efter olyckan och fördes till länssjukhus. Det hände i samband med apteringen av en laddning sprängdeg som var placerad på marken.
- 15 mars 1986: Ett flygplan av typen Mitsubishi Mu-2B från Nyge Aero som bogserar ett skjutmål över skjutfältet skjuts ned av misstag. Båda piloterna förolyckas.